# Jean Sablon
Jean Sablon (Nogent-sur-Marne, 25 de marzo de 1906 - Cannes, 24 de febrero de 1994) fue un cantante francés llamado "El embajador de la canción francesa". Uno de los más aclamados cantantes franceses, está considerado como el segundo en popularidad, después de Maurice Chevalier, además de haber sido un destacado autor y compositor, también es conocido en su localidad como el Bing Crosby de Francia.
Fue el primer cantante francés en utilizar un micrófono al cantar en un teatro, en 1935. 

## Biografía
Hijo del compositor Adelmar Sablon y con la influencia de sus hermanos Marcel, André y Germaine compositores los primeros, y destacada cantante de cabaret la última, Jean Sablon, conocido desde el comienzo de su portentosa carrera artística como “El Rey de los cantantes franceses”, estudió piano en el Liceo Charlemagne y, antes de graduarse, se inscribió en el reconocido Conservatorio de París con la finalidad de ampliar sus conocimientos musicales al objeto de dedicarse a la exitosa actividad donde destacaría fundamentalmente, como vocalista de la “canción del bulevar”.
A la edad de 17 años inició sus actuaciones en centros nocturnos de París. Después, estaría acompañado por la legendaria pianista, compositora y actriz Mireille Hartuch, cuya composición impregnada de nostálgica y poesía “COUCHÉS DANS LE FOIN” se transformó en una novedad musical para la época.
Posteriormente se asoció con Jeanne Bourgeois, actriz y cantante de “Variété Française”, conocida en el ambiente parisino con el popular apelativo de “La Mistinguett”, debutando en el Café de París, en 1923.
En el invierno de 1933-1934 actuó en Niza, con la célebre y legendaria Josephine Baker y el guitarrista de origen belga Jean Baptiste "Django" Reinhardt. Además, hizo registros sonoros en 1934 con algunas de las celebridades de la época como André Ekyan, el violinista Stéphane Grappelli y Michel Warlop, imponiendo en el gusto del público melodías eternas como “Ce Petit Chemin”, “Ferme Jusqu'à Lundi” y “Puisque Vous Partez en Voyage”.
Jean Sablon, durante su estancia en los Estados Unidos aprendió de los crooners de este país el uso del micrófono como elemento indispensable para ampliar el sonido, y así poder llegar hasta la profundidad del escenario. Él, en 1933, demostró que no bastaba la potencia de la expresión oral para comunicarse con la multitud, era necesario, en la escena, el uso de este importante instrumento y, de esta manera fue su precursor en los escenarios de la actuación francesa.
Sugerente, melancólico e insinuante Jean Sablón inauguró el camino que recorrerían con el correr de los años otros vocalistas franceses como Charles Trenet, Yves Montand, Jean Ferrat, Gilbert Bécaud y Charles Aznavour.
A mediados de los borrascosos años veinte, viajó a Brasil donde se impuso por su estilo sobrio, íntimo, susurrantes y nostálgico aderezado con matices embellecedores que penetran en los sentidos de quienes tuvieron la oportunidad de disfrutar su presencia y de sus innumerables registros sonoros.
En 1937 obtuvo “El Grand Prix du Disque” por su extraordinaria interpretación de la melodía "Vous qui passez sans me voir", inspirada en la combinación creativa de Charles Trenet y del escritor Johnny Hess.
Con pleno dominio de la escena francesa y europea, viajó a Estados Unidos, donde audicionó para la cadena CBS y realizó los registros sonoros que existen en el idioma inglés. En Broadway, se destacó al lado de los célebres compositores Cole Porter y George Gershwin.
Antes del estallido de la gran conflagración mundial retornó a Francia; sin embargo, por lo cruento del conflicto, tuvo que abandonar París y avecindarse nuevamente en América, donde permaneció hasta la erradicación de este holocausto.
Vivió en Brasil y Argentina donde popularizó melodías que aún permanecen en la memoria “Vous, qui passez sans me voir”, “Ma mie”, “Rendez-vous, sous la pluie”, “Je tire ma reverance”, “Ces petites choses”, “Le doux caboulot” y J´attendrai”, entre otras. 
Durante su recorrido por Buenos Aires, Mar del Plata, Rosario, Córdoba y Mendoza estuvo acompañado por las orquestas de Ken Hamilton, Dante Varela, Dajos Bela y Vieri Fidanzini, actuando en estudios de radio, teatros y clubes. De esta visita data su éxito “Insensiblement”.
Poca fue su actuación en el cine, quizá el artista tenía aversión hacia este masivo medio de comunicación y esparcimiento. Pero, desde los inicios de la década del 30, comprendió la importancia masiva de la radio, herramienta que supo aprovechar a lo máximo para impulsar su carrera artística. Entusiasta por el jazz, utilizó una buena parte de sus años de adolescencia para sintonizar estaciones radiodifusoras del exterior exterior, aficionándose de este novedoso invento de la humanidad.
En su primer viaje a Estados Unidos se presentó en programas de radio y, en 1934 actuó en un programa de sintonía mundial a través de la B.B.C. Londres. En 1936 tuvo destacado desempeño en Radio Burdeos, donde obtuvo su primer reconocimiento radial por la emisión del programa “Variedades Cadium”. También trabajó para las emisiones de “Radio Luxemburgo” y “Radio Normandía”.
Esta experiencia la repetiría en la cadena norteamericana de radio “NBC”, donde transmitió el programa intitulado “The Magic Key”, programa que a su vez se transmitiría a través del hilo telefónico a todas las capitales europeas. Programa que la NBC radiodifundió de costa a costa. En 1938, actuó para el Hit Parade de Lucky Strike”.
Jean Sablon, no sólo administró sus propios programas de radio en Estados Unidos y Brasil, sino que también fue estelarísimo invitado a otros programas de similar formato. Estuvo con Eddie Cantor en su Show, en el Burns, Allen Show, el “Philco Salón de la Fama” y la “La Taberna de Duffy” entre otros.
Además, se le escuchó en muchas capitales del mundo a través de Radio Tánger, Radio Cadena Nacional de Colombia, Victoria de Radiodifusión, Australia, FB Harare, Zimbabue, Radio Belgrano, Argentina, Radio Carve, Uruguay y Radio Hong Kong. 
Su despedida fue en Río de Janeiro en 1983.
Jean Sablon murió el 24 de febrero de 1994, en Cannes. Sus restos mortales reposan en el cementerio de Montparnasse, en París.

## Repertorio
Su discografía está contenida en más de un centenar de discos de vinilo y muchos discos compactos. 
Entre sus canciones más conocidas están Un Amour Comme le Notre con Germaine Sablon, Can I Forget You?, Cette Chanson est pour Vous, La Chanson des Rues, J'Suis Pas Millionaire, Je Sais que Vous Etes Jolie!, Je Suis Sex-Appeal, Je Tire Ma Reverence, Le Mem Coup, Par Correspondance, Paris, Tu N'as Pas Change, Plus Rien N'Existe, Un Poisson dans L'Eau, Rendez-Vous Sous la Pluie, The Continental, Si Tu M'Aimes, Stardust, Sur le Pont D'Avignon, Two Sleepy People, Ce Petit Chemin, Darling Je Vous Aime Beaucoup, Rendez-Vous Sous La Pluie, Un Seul Couvert Please James, We Can Live On Love, Rhum And Coca Cola, Ah ! Le Petit Vin Blanc, Ce Petit Chemin, Puisque Cous Partez en Voyage, Vous Avez Déménagé Mon Cœur, La Dernière Bergè, Rendez-Vous Sous la Pluie, Miss Otis Regrets, Un Seul Couvert, Please James, Ces Petites Choses, Seul, La Chanson des Rues, Il Ne Faut Pas Briser un Rêve, Plus Rien N'Existe, Melancolie, Pour Vous J'Avais Fait Cette Chanson, Le Doux Caboulot, J'Ai Ta Main, Two Sleepy People, Paris, Tu N'As Pas Changé, Le Fiacre, La Valse au Village, Allez Lui Dire Que Je l'Aime, Rêverie, Mon Village Ay Clair de Lune, Je Tire Ma Révérence, Ma Mie, Symphonie, C'Est le Printemps, La Chanson des Rues, Laura, Rhum et Coca-Cola, Quel Beau Jour Pour Moi, Utrillo, Libellule y La Maisonnette, entre las de mayor difusión y permanencia.